# Jochen Rieger/Diskografie
Diese Diskografie ist eine Übersicht über die musikalischen Werke des deutschen Musikproduzenten Jochen Rieger als Solokünstler, Chorleiter sowie Arrangeur und Produzent.

## Solokünstler

### Alben
| Jahr | Titel                                                        | Musiklabel                                 | Anmerkungen                                |
| ---- | ------------------------------------------------------------ | ------------------------------------------ | ------------------------------------------ |
| 1983 | Ein musikalischer Brief                                      |                                            | Solodebüt                                  |
| 1981 | Es wird nicht immer dunkel bleiben                           | RM Musik MC-Nr. 60025                      | Mit Texten von Helmut Gotthard             |
| 1984 | Zuhören, entspannen, nachdenken                              | RM Musik MC-Nr. 96.341 / EmK MC-Nr. 30.041 | Mit meditativen Texten                     |
| 1988 | Reflexionen Instrumental-Ionen • Volume 1                    | Gerh Medien LP-Nr. 33.963                  | Mit Vokaleinlagen vom Wetzlarer Jugendchor |
| 1989 | Impressionen Instrumental-Ionen • Volume 2                   | Gerh Medien LP-Nr. 33.976                  |                                            |
| 1990 | Expressionen Instrumental-Ionen • Volume 3                   | Gerh Medien CD-Nr. 38.977                  | Mit Vokaleinlagen von Perspektiven         |
| 1990 | Piano-forte                                                  | Gerh Medien CD-Nr. 38.985                  |                                            |
| 1991 | Dimensionen Instrumental-Ionen • Volume 4                    | Gerh Medien CD-Nr. 38.989                  |                                            |
| 1991 | Faszinationen Instrumental-Ionen • Volume 5                  | Gerh Medien CD-Nr. 38.999                  |                                            |
| 1992 | Creationen / Choralvariationen Instrumental-Ionen • Volume 6 | Gerh Medien CD-Nr. 39.010                  |                                            |
| 2006 | Jochen Rieger Plays Bach                                     | Gerh Medien CD-Nr. 939.325                 |                                            |
| 2009 | Choräle beflügeln                                            | Gerh Medien CD-Nr. 939.396                 |                                            |
| 2015 | O du fröhliche – Weihnachts-Choräle am Flügel                | Hänssler Music CD-Nr. 097.351              |                                            |

### Zusammenarbeiten
| Jahr | Titel                                       | Mitwirkende                                                                    | Musiklabel                  | Anmerkungen                                        |
| ---- | ------------------------------------------- | ------------------------------------------------------------------------------ | --------------------------- | -------------------------------------------------- |
| 1997 | Tanz der Tasten                             | Jochen Rieger, Johannes Nitsch, David Plüss, Florian Sitzmann                  | Gerth Medien CD-Nr. 939.113 | Wiederauflage 2007 erschienen unter CD-Nr. 939.342 |
| 2001 | Faszination Piano Faszinationen • Volume 11 | Jochen Rieger, Johannes Nitsch, Andreas Hönsch, Michael Gundlach, Peter Menger | Gerth Medien CD-Nr. 939.219 |                                                    |

### Kompilationen
| Jahr | Titel                                                           | Musiklabel                  | Anmerkungen |
| ---- | --------------------------------------------------------------- | --------------------------- | --- |
| 1999 | Die schönsten Melodien aus der Ionen-Reihe*                     | Gerth Medien CD-Nr. 939.150 | * Originaltitel: „Die schönsten Melodien aus der Impressionen-Reihe“, Kompilationsalbum aus Zweitverwertungstiteln vorangegangener Veröffentlichungen |
| 2004 | Bach-Impressionen – Instrumental-Arrangements von Jochen Rieger | Gerth Medien CD-Nr. 939.280 | Kompilationsalbum aus Zweitverwertungstiteln vorangegangener Veröffentlichungen                                                                       |
| 2007 | Piano à la carte                                                | Gerth Medien CD-Nr. 939.348 | Kompilationsalbum aus Zweitverwertungstiteln vorangegangener Veröffentlichungen                                                                       |

## Chorprojekte

### Alben
Im Folgenden gelistet sind von Jochen Rieger kreierte und realisierte Chorprojekte mit an ihn gebundenen Interpreten wie Schulte & Gerth Studiochor, Perspektiven und Vocals.
| Jahr | Titel | Mitwirkende | Musiklabel                        | Anmerkungen |
| ---- | --- | --- | --------------------------------- | --- |
| 1982 | Auf und macht die Herzen weit | Jochen-Rieger-Studiochor | VLM MC                            | |
| 1982 | Vorfreude | Jochen-Rieger-Studiochor | VLM MC                            | |
| 1987 | Viele Wege Lieder von Thomas Eger | Schulte & Gerth Studiochor (unter der Leitung von Jochen Rieger) Linda Menger (aus: Wetzlarer Kinderchor), Nicole Stöcker, Doris Loh, Helga Becker, Brigitte Herbster, Wilfried Mann                                                                                       | In-Takt LP 33.959                 | |
| 1987 | Sicher in Jesu Armen Dora Rappard | Schulte & Gerth Studiochor (unter der Leitung von Jochen Rieger) Karin Grober, Frieder Soberger, Quartett aus Schulte & Gerth Studiochor: • Ulrike Wetter • Gerti Peschke • Jochen Rieger • Eugen Enseroth                                                                 | S&G LP 33.961                     | |
| 1988 | Taufrisch Lebendige Psalmen | Schulte & Gerth Studiochor (unter der Leitung von Jochen Rieger) Claudia Klappstein, Werner Klein | In-Takt CD 38.969                 | |
| 1989 | Jesu, geh voran Die schönsten Lieder von Nikolaus Ludwig Graf von Zinzendorf | Schulte & Gerth Studiochor (unter der Leitung von Jochen Rieger) 1 Karin Grober, 2 Yukio Imanaka | S&G CD 38.972                     | Nachauflage 2001 unter dem Titel Die schönsten Lieder von Nikolaus Ludwig Graf von Zinzendorf (Schulte & Gerth CD 939.189) |
| 1989 | [1] Jesu, geh voran1; 2 • [2] Jesu, deiner zu gedenken2 • [3] Merk, Seele, dir dies große Wort1 • [4] Wir wolln uns gerne wagen • [5] Christi Blut und Gerechtigkeit2 • [6] Herr, dein Wort, die edle Gabe2 • [7] Der Glaube bricht durch Stahl und Stein2 • [8] Gottes Führung fordert Stille2 • [9] Herz und Herz vereint zusammen1 • [10] Die Wanderschaft in dieser Zeit • [11] König, dem wir alle dienen1 | Schulte & Gerth Studiochor (unter der Leitung von Jochen Rieger) 1 Karin Grober, 2 Yukio Imanaka | S&G CD 38.972                     | Nachauflage 2001 unter dem Titel Die schönsten Lieder von Nikolaus Ludwig Graf von Zinzendorf (Schulte & Gerth CD 939.189) |
| 1989 | Vom Aufgang der Sonne Ein Reigen bunter Kanons | Schulte & Gerth Studiochor (unter der Leitung von Jochen Rieger) | S&G CD 38.975                     | |
| 1989 | [1] Laßt uns miteinander • [2] Der hat sein Leben am besten verbracht • [3] Lobet und preiset, ihr Völker, den Herrn • [4] Gott kennt uns • [5] King Of Kings • [6] Alles ist eitel • [7] Dona nobis pacem • [8] Cantate Domino • [9] Die Herrlichkeit des Herrn • [10] Vom Aufgang der Sonne • [11] Danket, danket dem Herrn • [11] Jeder, der dankt • [12] So einfach ist mein Leben • [13] Ich will den Herrn loben • [14] Sende dein Licht und deine Wahrheit • [15] Gottes Stimme lasst uns sein • [16] Herr, bleibe bei uns | Schulte & Gerth Studiochor (unter der Leitung von Jochen Rieger) | S&G CD 38.975                     | |
| 1990 | Praise And Joy International bekannte Lob- und Anbetungslieder | Perspektiven (unter der Leitung von Jochen Rieger) Claudia Klappstein, Jochen Rieger | In-Takt CD 38.981                 | |
| 1990 | [1] Ehre sei dem Herrn / Ich freue mich / Singt unserm Herrn • [2] Wie wunderbar ist dein Name / Hosianna! / Dein Licht lass leuchten, Herr1 • [3] Doch du, o Herr, bist ein Schild / Gott steht auf / Allein durch meinen Geist • [4] Kommt vor den Thron / Du lebst in Ewigkeit / Freut euch! • [5] Ganz eng halte ich mich an dich / Wie ein Hirte seiner Herde1; 2 • [6] Ehre und Anbetung • [7] Heilig, heilig, heilig | Perspektiven (unter der Leitung von Jochen Rieger) Claudia Klappstein, Jochen Rieger | In-Takt CD 38.981                 | |
| 1991 | Perspektiven Der ganz andere Chor | Perspektiven (unter der Leitung von Jochen Rieger) | In-Takt CD 38.990                 | Debütalbum der Perspektiven |
| 1991 | [1] Singt unserm Herrn ein neues Lied • [2] Mein Leben lang • [3] Freude und Jubel • [4] Lobet den Herrn • [5] Ich will dir danken • [6] Der Herr ist mein Licht • [7] Danket dem Herrn • [8] Seine Gnade währet ewig • [9] Rühmet den Herrn! • [10] Der Herr behüte dich | Perspektiven (unter der Leitung von Jochen Rieger) | In-Takt CD 38.990                 | Debütalbum der Perspektiven |
| 1992 | Großer Gott, wir loben dich Die schönsten Choräle | Schulte & Gerth Studiochor (unter der Leitung von Jochen Rieger) 1 Hans-Günter Dobzinski | S&G CD 39.013                     | Album beinhaltet Musiktitel aus vorangegangenen Veröffentlichungen anderweitiger Künstler |
| 1992 | [1] Lobe den Herren, den mächtigen König der Ehren1 • [2] Ich singe dir mit Herz und Mund (Wilfried Mann; Wetzlarer Jugendchor)* • [3] Großer Gott, wir loben dich • [4] Du meine Seele, singe (Wilfried Mann; Wetzlarer Evangeliumschor)* • [5] Ein feste Burg ist unser Gott (ERF Studiochor)* • [6] Gott ist gegenwärtig1 • [7] Jesu, meine Freude • [8] Herr Jesu Christ, dich zu uns wend • [9] Ich steh in meines Herren Hand (Doris Loh; Singkreis Frohe Botschaft)* • [10] Dir, dir, Jehova, will ich singen • [11] Der Mond ist aufgegangen (Doris Loh; Reinhard Hans; Singkreis Frohe Botschaft)* • [12] Jesus Christus herrscht als König | Schulte & Gerth Studiochor (unter der Leitung von Jochen Rieger) 1 Hans-Günter Dobzinski | S&G CD 39.013                     | Album beinhaltet Musiktitel aus vorangegangenen Veröffentlichungen anderweitiger Künstler |
| 1993 | Nun danket alle Gott Die schönsten Choräle | Schulte & Gerth Studiochor (unter der Leitung von Jochen Rieger) 1 Hannelore Finkbeiner; 2 Hans-Günter Dobzinski | S&G CD 39.019                     | Album beinhaltet Musiktitel aus vorangegangenen Veröffentlichungen teilweise anderweitiger Künstler; Erstveröffentlichung Remix des Titels aus Konzeptalbums Wach auf, mein Herz, und singe von Margret Birkenfeld (1984, S&G LP 33.929) |
| 1993 | [1] Wach auf, du Geist der ersten Zeugen1 • [2] Jesu, geh voran (Karin Grober; Yukio Imanaka; Schulte & Gerth Studiochor)* • [3] Wohl denen, die da wandeln1 • [4] Mein schönste Zier (Helga Becker; Wetzlarer Studiochor)* • [5] Wie groß ist des Allmächtigen Güte2 • [6] Sonne der Gerechtigkeit1 • [7] Lobet den Herren, alle, die ihn ehren [1993 Remix] (Wilfried Mann; Wetzlarer Studiochor)** • [8] Schönster Herr Jesu (Karin Grober; Wetzlarer Studiochor)* • [9] Wer nur den lieben Gott lässt walten1 • [10] Wachet auf, ruft uns die Stimme • [11] Nun aufwärts froh den Blick gewandt (Christa Haag; Wetzlarer Studiochor)* • [12] Nun danket alle Gott | Schulte & Gerth Studiochor (unter der Leitung von Jochen Rieger) 1 Hannelore Finkbeiner; 2 Hans-Günter Dobzinski | S&G CD 39.019                     | Album beinhaltet Musiktitel aus vorangegangenen Veröffentlichungen teilweise anderweitiger Künstler; Erstveröffentlichung Remix des Titels aus Konzeptalbums Wach auf, mein Herz, und singe von Margret Birkenfeld (1984, S&G LP 33.929) |
| 1993 | Ehre sei Gott in der Höhe Chorische Weihnachtsmusik | Schulte & Gerth Studiochor (unter der Leitung von Jochen Rieger) 1Claudia Klappstein; 2 Beate Ling; 3 Eberhard Rink | S&G CD 39.022                     | |
| 1993 | [1] Er ist die rechte Freudensonn • [2] Denn es ist uns ein Kind geboren • [3] Weihnachtsmedley: Engel bringen frohe Kunde / Tochter Zion, freue dich / Freue dich Welt • [4] In der Nacht von Bethlehem • [5] Noe͏̈l, Christ ist geboren • [6] Wer ist das Kind • [7] O komm, o komm Immanuel • [8] Kommt und singt Noe͏̈l • [9] Ehre sei Gott in der Höhe • [10] O du fröhliche • [11] Es ist ein Ros entsprungen • [12] Nun singet und seid froh | Schulte & Gerth Studiochor (unter der Leitung von Jochen Rieger) 1Claudia Klappstein; 2 Beate Ling; 3 Eberhard Rink | S&G CD 39.022                     | |
| 1994 | Gelobt sei Gott im höchsten Thron – Die schönsten Choräle zu Passion und Ostern Die schönsten Choräle • Volume 3 | Schulte & Gerth Studiochor (unter der Leitung von Jochen Rieger) 1 Helga Becker; 2 Wolfgang Blissenbach | S&G CD 39.034                     | |
| 1994 | [1] Herzliebster Jesu2 • [2] O Haupt voll Blut und Wunden2 • [3] Jesu, deine Passion • [4] Du großer Schmerzensmann • [5] O Mensch, bewein dein Sünde groß • [6] Ein Lämmlein geht und trägt die Schuld1 • [7] Gelobt sei Gott im höchsten Thron • [8] Jesus lebt, mit ihm auch ich • [9] O herrlicher Tag • [10] Wir danken dir, Herr Jesu Christ • [11] Heut triumphieret Gottes Sohn • [12] Auf, auf, mein Herz, mit Freuden • [13] Mir nach, spricht Christus, unser Held • [14] Wir wollen alle fröhlich sein2 | Schulte & Gerth Studiochor (unter der Leitung von Jochen Rieger) 1 Helga Becker; 2 Wolfgang Blissenbach | S&G CD 39.034                     | |
| 1994 | Ich will dich erheben Lebendige Psalmen | Schulte & Gerth Studiochor; Perspektiven (unter der Leitung von Jochen Rieger) 1 Claudia Klappstein; 2 Eberhard Rink | In-Takt CD 39.028                 | |
| 1994 | [1] Singt froh dem Herrn • [2] Medley: Ich will dich erheben1 / [3] Ich setze mein Vertrauen ganz auf Gottes Gnade2 / [4] Gott ist unsre sichre Zuflucht • [5] Voller Freude • [6] Glücklich ist der Mensch, der sagen kann1 • [7] Kommt und hört mir zu • [8] Gott ist unsre Hilfe1; 2 • [9] Ich flüchte mich zu dir • [10] Wirf dein Anliegen auf den Herrn • [11] Alles, was Odem hat • [12] Der Herr schuf die Welt | Schulte & Gerth Studiochor; Perspektiven (unter der Leitung von Jochen Rieger) 1 Claudia Klappstein; 2 Eberhard Rink | In-Takt CD 39.028                 | |
| 1994 | Day By Day – White Gospel | 8 Perspektiven; 9 Vocals (unter der Leitung von Jochen Rieger) 1 Thea Eichholz; 2 Gloria Gabriel; 3 Beate Ling; 4 Anna Singleton; 5 Gene Hendricks; 6 Michael Knöppel; 7 Danny Plett                                                                                       | Lord Records CD 39.040            | |
| 1994 | [1] Turn Back To His Love7 • [2] Come And Go With Me4 • [3] Day By Day3; 6 • [4] He Is King Of Kings4 • Shut De Do7 • [5] I Can Tell1;4;5 • [6] Freedom Is Coming4; 8 • [7] Seed To Sow7 • [8] He’s Got The Whole World2;4;7 • [9] Amazing Grace1;5 • [10] Amen • [11] Nearer, Still Nearer5 • [12] Look What God Is Doing7 | 8 Perspektiven; 9 Vocals (unter der Leitung von Jochen Rieger) 1 Thea Eichholz; 2 Gloria Gabriel; 3 Beate Ling; 4 Anna Singleton; 5 Gene Hendricks; 6 Michael Knöppel; 7 Danny Plett                                                                                       | Lord Records CD 39.040            | |
| 1995 | Hava Nagila Populäre Jerusalemlieder | 9 Vocals; 10 Schulte & Gerth Studiochor 1 Kathi Ardt; 2 Heike Barth; 3 Reuven Erez; 4 Gloria Gabriel; 5 Claudia Klappstein; 6 Michael Knöppel; 7 Tami Rimon; 8 Fabian Vogt                                                                                                 | S&G CD 939.064                    | Zum 3000. Jubiläum der Stadt Jerusalem erschienen |
| 1995 | Ssissu et Jerushalajim (Freue dich, Jerusalem)3;7 • Hava nagila (Freut euch und lasst uns singen) • Hine ma tov (Wunderbar ist es)3;7 • Hevenu shalom alechem (Wir bringen Frieden euch allen) • Od jishama (Öde und leer)2;3 • Jerushalajim shel sahav (Jerusalem von Gold)4 • Velijrushalajim (Herr, wir warten auf dein Kommen)3;7 • Kirja jefefija (Heilige Stadt)5;6 • Lach Jerushalajim (Zwischen Jordan und Mittelmeer)2 • Ki mizijon (Kommt ihr Völker)3 • Me'al pissgat (Ich grüße dich, Jerusalem)5;6 • Jevarechecha (Gnade sei mit dir)1;3;7;8 • Od avinu chai (Gott, der Schöpfer, lebt)3;7 • Jerushalom (Eine Glocke klingt)4;7 • Vijhuda le'olam teshev (Der Herr segne sein Volk Israel) • Amen4;7 | 9 Vocals; 10 Schulte & Gerth Studiochor 1 Kathi Ardt; 2 Heike Barth; 3 Reuven Erez; 4 Gloria Gabriel; 5 Claudia Klappstein; 6 Michael Knöppel; 7 Tami Rimon; 8 Fabian Vogt                                                                                                 | S&G CD 939.064                    | Zum 3000. Jubiläum der Stadt Jerusalem erschienen |
| 1995 | Singt von der Freude Lebendige Psalmen | Perspektiven Claudia Klappstein; Kathi Arndt; Beate Ling; Gloria Gabriel; Michael Knöppel; Matthias Hermann; Bernd-Martin Müller | In-Takt CD 939.052                | |
| 1997 | Freue dich, Israel! Neue Lieder zum Jubeljahr | Jochen Rieger (Konzept) Vocals; Schulte & Gerth Studiochor (unter der Leitung von Jochen Rieger) Kathi Arndt, Reuven Erez, Mathias Hermann, Petra Jägel, Laurent Quiros, Ofry Sallem                                                                                       | S&G CD 939.116                    | Zum 50. Jubiläum des Staates Israel im Jahr 1998 |
| 1999 | Neue Perspektiven Neue Lieder für Jugend- und Gemeindechöre | Perspektiven; Vocals Heike Barth; Gloria Gabriel; Anja Lehmann; Anne Strauch; Thea Eichholz; Bernd-Martin Müller; Danny Plett; Eberhard Rink |                                   | |
| 2000 | Sternenglanz erhellt die Nacht Festliche Weihnachtsmusik mit Chor und Solisten | Perspektiven; Vocals Schulte & Gerth Studiochor; Sunshine Kids; Sharona; Christian Löer; Elaine Hanley; Ann-Kristin Hoffmann; Eberhard Rink |                                   | |
| 2001 | Bei dir ist die Quelle Lieder für Worshipteams und Chöre | Vocals Anne Strauch; Elke Reichert; Tina Pantli; Ingo Beckmann; Sebastian Cuthbert |                                   | |
| 2002 | Gott sorgt für uns Lieder für Worshipteams und Chöre | Vocals Anja Lehmann; Anja Mohr; Thea Eichholz; Kathrin Giese; Bernd-Martin Müller |                                   | |
| 2003 | Chorsound Songs und Gospels für Chöre | Vocals; Perspektiven; Chorsound unter der Leitung von Jamie Rankin; Elaine Hanley; Erin Kincaid; David Thomas |                                   | |
| 2003 | Freiheit Neue Lieder für Jugend- und Gemeindechöre | 1 Vocals; 2 Perspektiven; 2 Carola Rink; 2 Eberhard Rink; 2 Tina Pantli; 2 Thea Eichholz; 2 Ingo Beckmann; 2 Michael Fajgel |                                   | Album beinhaltet einen bereits zuvor veröffentlichten Musiktitel |
| 2003 | Das Vaterunser in zwölf Liedern | Vocals 1 Anja Lehmann; Elke Reichert; Eberhard Rink; Ingo Beckmann; Jubilate-Chor |                                   | Sonderausgabe als Medienkombination mit Bildband erschienen 2008 unter dem Titel Dein Reich komme |
| 2003 | Gottes Licht scheint in die Herzen Neue Weihnachtslieder zum Mitfeiern | Vocals; Perspektiven; Schulte & Gerth Studiochor; Sunshine Kids; Sarah Kaiser; Tina Pantli; Eberhard Rink; Uta Wiedersprecher |                                   | |
| 2004 | Danke, Jesus Lieder für Worshipteams und Chöre | 6 Perspektiven; 7 Vocals; 1 Sarah Kaiser; 2 Kathrin Giese; 2 Eva-Marie Strack; 4 Ingo Beckmann; 5 Eberhard Rink |                                   | |
| 2005 | Choir Fire Chorsound 2 Songs und Gospels für Chöre | 9 Perspektiven (unter der Leitung von Jochen Rieger) 10 Vocals; 11 Chorsound (unter der Leitung von Sarah Kaiser) 1 Volker Dymel;2 Michael Faijgel; 3 Sarah Kaiser; 4 Anja Lehmann; 5 Elke Reichert; 6 Katharina Rühl (aus Perspektiven) 7 Vladimir Tajsic; 8 David Thomas |                                   | |
| 2005 | By His Power9;10 • He Is A Living God3;8;10;11 • There Will B A Time4;7;10 • Lift Your Hands1;10;11 • Lord, You Are My Shelter1;10 • He’s My Rock8;10 • When You Answer5;10 • Jesus Is Coming Back Again1;10;11 • We Lift Your Names Up High8;10 • Holy, Holy, Holy5;8;9 • He Is The Reason6;10 • Revelation Song10 • You Are My God9;10 • We Are Called2;10 | 9 Perspektiven (unter der Leitung von Jochen Rieger) 10 Vocals; 11 Chorsound (unter der Leitung von Sarah Kaiser) 1 Volker Dymel;2 Michael Faijgel; 3 Sarah Kaiser; 4 Anja Lehmann; 5 Elke Reichert; 6 Katharina Rühl (aus Perspektiven) 7 Vladimir Tajsic; 8 David Thomas |                                   | |
| 2006 | Musikalische Begegnungen mit Dietrich Bonhoeffer | 9 Vocals; 8 Perspektiven; 1 Sarah Kaiser; 2 Anja Lehmann; 3Beate Ling; 4 Gloria Gabriel; 5 Elke Reichert; 6 Ingo Beckmann; 7 Benjamin Gail |                                   | |
| 2006 | Manche Wünsche, manche Träume 5; 7; 9 • Die Zukunft ist noch fern3; 8 • Freue dich laut, freue dich leise2; 9 • Nie will ich an dir verzweifeln5; 7; 9 • Gottes Zukunft4; 9 • Heiliger Realismus1; 9 • Wenn ein neuer Tag erwacht2; 9 • Geborgen im Glauben4; 9 • Mein erster Gedanke2; 9 • Ich lerne es täglich4; 9 • Die Zeit2; 7; 9 • Wünsche6; 9 • Du führst uns freundlich1; 9 • Von guten Mächten wunderbar geborgen1;2;3;4;5;6;7;8;9 | 9 Vocals; 8 Perspektiven; 1 Sarah Kaiser; 2 Anja Lehmann; 3Beate Ling; 4 Gloria Gabriel; 5 Elke Reichert; 6 Ingo Beckmann; 7 Benjamin Gail |                                   | |
| 2006 | Sternstunden Festliche Weihnachtslieder | 7 Perspektiven; 8 Vocals 1 Anja Lehmann; 2 Sara Lorenz; 3 Elke Reichert; 4 Eberhard Rink; 5 David Thomas; 6 Sunshine Kids |                                   | Album beinhaltet einen *Titel in Zweitverwertung aus dem 2003 erschienenen Album Gottes Licht scheint in die Herzen |
| 2006 | Inventio in F-Dur von Johann Sebastian Bach (Instrumental von Jochen Rieger) • Aus Liebe2;7 • Die Zeit ist erfüllt1;7;8 • Sternstunde für die Welt4;8 • Sie sahen von fern3;6;8 • In dunkler Nacht2;8 • Herbei, o ihr Gläubigen (Instrumental von Jochen Rieger) • Sternstunden1;7;8 • Mary Had A Baby / Amen5;6;8 • Der menschliche Gott1;8 • Infant Holy, Infant Lowly (Christ, der König ist geborn);3;8 Lo, How A Rose E'er Blooming (Es ist ein Ros entsprungen);5;8 Über den Feldern;8 Good Christian Men, Rejoice (Nun singet und seid froh)5;6;8 • Tausendfach besungen* (Sarah Kaiser; Vocals) | 7 Perspektiven; 8 Vocals 1 Anja Lehmann; 2 Sara Lorenz; 3 Elke Reichert; 4 Eberhard Rink; 5 David Thomas; 6 Sunshine Kids |                                   | Album beinhaltet einen *Titel in Zweitverwertung aus dem 2003 erschienenen Album Gottes Licht scheint in die Herzen |
| 2007 | Die Liebe ist das Größte 12 Liebeslieder nach 1. Korinther 13 | Perspektiven; Vocals; 1 Sarah Kaiser; 2 Elke Reichert; 3Jana Rink; 4 Michael Janz; 5 Eberhard Rink; 6 Ingo Beckmann |                                   | Album beinhaltet einen *Titel in Zweitverwertung aus dem 2002 erschienenen Kollaborationsalbum von Jochen Rieger mit dem Evangelischen Sängerbund Die Liebe bleibt                                                                       |
| 2007 | Du bist Liebe3;4 • Deine Liebe, Herr, ist Leben2 • Lieben wie du4 • Die Liebe sucht1 • Das alles ist Liebe2;4 • Liebe gibt nicht auf4 • Die Liebe ist die Antwort1;6 • Was wirklich zählt3 • Gott ist Liebe • Was aus Liebe geschieht2;4 • Glaube, Hoffnung, Liebe • Das Größte ist die Liebe3;5 • Ich bete an die Macht der Liebe (Instrumental von Jochen Rieger) • Wo die Liebe bleibt (Uta Wiedersprecher; His-Story) | Perspektiven; Vocals; 1 Sarah Kaiser; 2 Elke Reichert; 3Jana Rink; 4 Michael Janz; 5 Eberhard Rink; 6 Ingo Beckmann |                                   | Album beinhaltet einen *Titel in Zweitverwertung aus dem 2002 erschienenen Kollaborationsalbum von Jochen Rieger mit dem Evangelischen Sängerbund Die Liebe bleibt                                                                       |
| 2009 | Selig sind... Die Seligpreisungen der Bergpredigt in Liedern | Vocals 1 Debby van Dooren; 2 Sarah Kaiser; 3 Anja Lehmann; 4 Elke Reichert; 5 Eberhard Rink |                                   | Mit Sprechertexten von Jürgen Werth; Instrumentale Brückentracks von Jochen Rieger zwischen den einzelnen Musiktiteln unter dem Titel Pianomeditation                                                                                    |
| 2009 | Glückwunsch2 • Selig seid ihr Trauernden5 • Sanft-Mut2 • Gerechtigkeit4;5 • Barmherzigkeit5 • Reines Herz4;5 • Friedenskind3 • Gott, du bist stark • Jesus lieben4 • Ein Fest für immer1 | Vocals 1 Debby van Dooren; 2 Sarah Kaiser; 3 Anja Lehmann; 4 Elke Reichert; 5 Eberhard Rink |                                   | Mit Sprechertexten von Jürgen Werth; Instrumentale Brückentracks von Jochen Rieger zwischen den einzelnen Musiktiteln unter dem Titel Pianomeditation                                                                                    |
| 2013 | Heilig Anbetungslieder mehrstimmig | Jochen-Rieger-Studiochor; Vocals; On Air 1 Anja Lehmann; 2 Michael Janz |                                   | |
| 2013 | Komm, jetzt ist die Zeit, wir beten an / Come, Now Is The Time To Worship • So groß ist der Herr / How Great Is Our God • Herr, deine Güte ist unvorstellbar weit • Holy, Holy, Holy • Gott ist gegenwärtig • Herr, ich komme zu dir • Gesegneet sei, der kommt • Großer Gott, wir loben dich • Heilig, heilig, heilig ist der Herr Zebaoth / Holy, Holy, Holy Is The Lord Of Hosts • Wunderbarer Hirt | Jochen-Rieger-Studiochor; Vocals; On Air 1 Anja Lehmann; 2 Michael Janz |                                   | |
| 2014 | Würdig Anbetungslieder mehrstimmig | Jochen-Rieger-Studiochor; Vocals Debby van Dooren; Anja Lehmann; Michael Janz; Jubilate-Chor |                                   | |
| 2014 | Ewig Anbetungslieder mehrstimmig | Jochen-Rieger-Studiochor; Vocals Anja Lehmann; Michael Janz |                                   | |
| 2015 | World Gospel Hymns | Jochen-Rieger-Studiochor (?) Vocals (?) Amy McClintock, David Thomas, Purephonic, Michael Janz | SCM Hänssler CD 97.327            | |
| 2015 | Wie schön ist es, dem Herrn zu danken 14 Pop-Psalmen für Chor und Band | Wi-Ga-Studiochor (unter der Leitung von Jochen Rieger), Purephonic (Benjamin Gail, Gino Riccitelli, Simone Riccitelli, Ruth Kamilla Stubenrauch) | Helbling (LC-29714) CD HI-C7747CD | |
| 2015 | [1] Singt dem Herrn ein neues Lied (nach Psalm 33 und 98) • [2] Für unsern Gott (nach Psalm 100) • [3] Aus der Tiefe rufe ich (Trost im Leid; nach Psalm 130) • [4] Der Hirte (nach Psalm 23) • [5] Bring Gott als Opfer dein Lob (Die „Himmlische Telefon-Nummer“: 5015; nach Psalm 50) • [6] In meiner Not schrie ich zu Gott (Lied der Flüchtlinge; nach Psalm 18) • [7] Wie ein Hirsch lechzt (nach Psalm 42) • [8] Wie schön ist es, dem Herrn zu danken (Danklied; nach Psalm 92) • [9] In Frieden leg ich mich nieder (Abendgebet; nach Psalm 4) • [10] Der Herr behüte dich (Segenslied; nach Psalm 121) • [11] Lobt den Herrn, alle Völker (nach Psalm 117) • [12] Grenzenlos (nach Psalm 139) • [13] Halleluja, lobt unsern Gott (Anbetung des Schöpfers; nach Psalm 150) • [14] Die Himmel rühmen Gottes Herrlichkeit (Die große Doxologie über Gottes Schöpfung; nach Psalm 19) | Wi-Ga-Studiochor (unter der Leitung von Jochen Rieger), Purephonic (Benjamin Gail, Gino Riccitelli, Simone Riccitelli, Ruth Kamilla Stubenrauch) | Helbling (LC-29714) CD HI-C7747CD | |
| 2016 | Credo Das Glaubensbekenntnis in Liedern | Wi-Ga-Studiochor (unter der Leitung von Jochen Rieger) Lahn-Dill-Worship- und Gospelchor | SCM Hänssler CD 97.328            | |

### Zusammenarbeiten
Im Folgenden aufgeführt sind Chorprojekte, die in Kollaboration mit einem anderen selbststehenden Interpreten entstanden sind.
| Jahr | Titel                      | Mitwirkende                                                                                            | Musiklabel                 | Anmerkungen                                            |
| ---- | -------------------------- | --- | -------------------------- | ------------------------------------------------------ |
| 1987 | Psalm 23 Moderne Chormusik | Wetzlarer Jugendchor (unter der Leitung von Jochen Rieger) Prisma (unter der Leitung von Armin Müller) | Gerth Medien LP-Nr. 33.954 | Gemeinschaftsalbum von Wetzlarer Jugendchor und Prisma |

### Kompilationen
Folgende Auflistung berücksichtigt ausschließlich Zusammenstellung aus den Chorprojekten Jochen Riegers als ausdrücklichem Subjekt.
| Jahr | Titel                                                               | Musiklabel   | Anmerkungen                                                                |
| ---- | ------------------------------------------------------------------- | ------------ | -------------------------------------------------------------------------- |
| 1996 | Die schönsten Lieder aus „Lebendige Psalmen“                        | Gerth Medien | Zusammenstellung aus den Alben der Reihe Lebendige Psalmen                 |
| 2005 | Lebendige Psalmen                                                   | Gerth Medien | Zusammenstellung aus den Alben der Reihe Lebendige Psalmen                 |
| 2006 | Unter Gottes Segen Die schönsten Chorsongs von Jochen Rieger        | Gerth Medien | Zum 50. Geburtstag von Jochen Rieger                                       |
| 2007 | Unser Lied für dich Die schönsten Lieder für Worshipteams und Chöre | Gerth Medien | Zusammenstellung aus den Alben der Reihe Lieder für Worshipteams und Chöre |
| 2009 | Frei wie ein Vogel Die schönsten Chorpopsongs                       | Gerth Medien | Zusammenstellung aus früheren Alben                                        |

## Konzepte mit selbststehenden Künstlern
Die im Folgenden gelisteten Konzepte präsentierte Jochen Rieger in Zusammenarbeit mit ihm ungebundener Künstler.
| Jahr | Titel                                                 | Mitwirkende | Musiklabel   | Anmerkungen                             |
| ---- | ----------------------------------------------------- | --- | ------------ | --------------------------------------- |
| 1993 | Majesty: Songs And Swing                              | Brass Connection | Gerth Medien | unter der Leitung von Matthias Schnabel |
| 1996 | It’s Gospel Time                                      | Lisa Shaw; Roy Johnson; David Thomas | Gerth Medien |                                         |
| 1998 | Nach vorn                                             | High Life1; Vocals | Gerth Medien | 1unter der Leitung von Johannes Grosse  |
| 1996 | Majesty 2: Songs And Swing                            | Brass Connection | Gerth Medien | unter der Leitung von Matthias Schnabel |
| 1997 | Tanz der Saiten                                       | Lothar Kosse; Frieder Jost; Werner Hucks; Peter Schneider                                                                                     | Gerth Medien |                                         |
| 1999 | Majesty 3: All Over The World                         | Brass Connection | Gerth Medien | unter der Leitung von Matthias Schnabel |
| 2000 | Freundschaft                                          | High Life1; Vocals | Gerth Medien | 1unter der Leitung von Johannes Grosse  |
| 2001 | Majesty Solo                                          | Ansgar Sailer; Matthias Schnabel; Jochen Rieger                                                                                               | Gerth Medien |                                         |
| 2001 | Fest der Flöten                                       | Christine Soest; Heike Wetzel; Carlos Roncal; Luca Genta                                                                                      | Gerth Medien |                                         |
| 2002 | Die Liebe bleibt                                      | His Story1; Vocals | Gerth Medien | 1unter der Leitung von Johannes Grosse  |
| 2003 | Majesty Songs                                         | Brass Connection | Gerth Medien | unter der Leitung von Matthias Schnabel |
| 2004 | Majesty Songs 2                                       | Brass Connection | Gerth Medien | unter der Leitung von Matthias Schnabe  |
| 2004 | In dulce jubilo                                       | Heike Wetzel; Carlos Roncal; Bettina Kahl; Stefan Gleitsmann                                                                                  | Gerth Medien |                                         |
| 2007 | Majesty 4: Gospel And More                            | Brass Connection | Gerth Medien | unter der Leitung von Matthias Schnabel |
| 2008 | Jerusalem, geliebte Stadt: Wir wünschen Israel Shalom | Cae Gauntt; Eddie Gauntt; Andrea Adams-Frey; Albert Frey; Lothar Kosse; Danny Plett; Elke Reichert; Vocals                                    | Gerth Medien |                                         |
| 2008 | Lichterglanz                                          | Cae Gauntt; Eddie Gauntt; Tina Pantli; Sarah Kaiser; Eberhard Rink; Ina Morgan; Michael Janz; David Thomas; Andi Weiss; Elke Reichert; Vocals | Gerth Medien |                                         |
| 2008 | Gitarrenträume zu Weihnachten                         | Werner Hucks; Uli Kringler; Peter Schneider; Frieder Jost                                                                                     | Gerth Medien |                                         |

### Konzeptproduktionen für Notenausgaben
Folgende Produktionen erschienen ausschließlich als Teil des jeweils gleichnamigen Notenbuches.
| Jahr | Titel                 | Mitwirkende                                                                                   | Musiklabel   | Anmerkungen |
| ---- | --------------------- | --------------------------------------------------------------------------------------------- | ------------ | ----------- |
| 2004 | The Majesty Of Gospel | Jiri Burian; Jochen Engel; Johannes Schmitt; Markus Lenzing; Almut Pieck; Jochen Rieger u. a. | Gerth Medien |             |
| 2005 | Majesty Junior        | Studioband                                                                                    | Gerth Medien |             |

### Demos
| Jahr | Titel                                       | Künstler | Musiklabel   | Anmerkungen                                                       |
| ---- | ------------------------------------------- | --- | ------------ | ----------------------------------------------------------------- |
| 1987 | In-Takt: Israel-Songs und hebräische Lieder | Wetzlarer Jugendchor (unter der Leitung von Margret Birkenfeld) Die Wasserträger (unter der Leitung von Heiner Zahn) | Gerth Medien | Gemeinschaftsalbum des Wetzlarer Jugendchors und der Wasserträger |

### Kompilationen
In folgender Liste sind ausschließlich Veröffentlichungen mit dem ausdrücklichen Subjekt einer Zusammenstellung aus Jochen Riegers Konzeptalben mit ihm ungebundener Musiker.
| Jahr | Titel                           | Musiklabel   | Anmerkungen                            |
| ---- | ------------------------------- | ------------ | -------------------------------------- |
| 2008 | Majesty Gold Majesty Highlights | Gerth Medien | Zusammenstellung aus der Reihe Majesty |

## Mitwirkender Musiker

### Musikalben
| Jahr | Titel                      | Künstler                                  | Mitwirkung                    |
| ---- | -------------------------- | ----------------------------------------- | ----------------------------- |
| 1979 | Das Leben entdecken        | Elke Borel                                | Musiker                       |
| 1979 | Die Liebe ist das Größte   | Frankenbacher Kinder- und Evangeliumschor | Komponist, Musiker, Arrangeur |
| 1979 | Im Staub an der Straße     | lke Borel                                 | Musiker, Arrangeur            |
| 1979 | Näher, mein Gott, zu dir   | Siegfried Soberger                        | Musiker                       |
| 1980 | Geborgen sein              | Elke Borel                                | Musiker, Arrangeur            |
| 1983 | Lieder aus der Väter Tagen | Siegfried Soberger                        | Musiker, Arrangeur            |

### Hörbuch
Für folgende Konzeptalben selbststehender Künstler war Jochen Rieger als Komponist, Instrumentalist, Arrangeur oder Produzent tätig:
| Jahr | Titel                                     | Autor               | Mitwirkung         |
| ---- | ----------------------------------------- | ------------------- | ------------------ |
| 1981 | Diagnose: Krebs – In Gottes Hand geborgen | Hans-Jürgen Stöcker | Komponist, Musiker |

## Musikproduzent

### Solo- und Chorproduktionen
Für folgende Veröffentlichungen selbststehender Künstler war Jochen Rieger sowohl als mitwirkender Musiker als auch Arrangeur und Produzent tätig:
| Jahr | Titel                                              | Künstler                                       | Tätigkeit                     |
| ---- | -------------------------------------------------- | ---------------------------------------------- | ----------------------------- |
| 1981 | Mein Leben, mein Lied                              | Maria Obergfell                                | Arrangeur, Produzent          |
| 1986 | Preis den Herrn, alle Welt                         | Wir singen für Jesus                           | Musiker, Arrangeur, Produzent |
| 1987 | Wer im Glashaus sitzt...                           | Prisma (unter der Leitung von Armin Müller)    | Arrangeur, Produzent          |
| 1987 | Prisma                                             | Prisma                                         | Musiker, Arrangeur, Produzent |
| 1988 | Preist seine Herrlichkeit                          | Wir singen für Jesus                           | Musiker, Arrangeur, Produzent |
| 1991 | Wir singen für Jesus                               | Wir singen für Jesus                           | Musiker, Arrangeur, Produzent |
| 1993 | Gebt unserm Gott die Ehre                          | Wir singen für Jesus                           | Musiker, Arrangeur, Produzent |
| 1994 | Wag den Sprung                                     | Werner Hoffmann                                | Musiker, Arrangeur, Produzent |
| 1995 | Jesus, du Licht dieser Welt                        | Jubilate-Chor                                  | Produzent                     |
| 1996 | Gott ist der Grund unserer Freude                  | Wir singen für Jesus                           | Musiker, Arrangeur, Produzent |
| 1996 | Neue Schritte wagen                                | Werner Hoffmann                                | Musiker, Arrangeur, Produzent |
| 1996 | Faszination Oboe                                   | Stefan Gleitsmann                              | Musiker, Arrangeur, Produzent |
| 1996 | Festliche Flötenmusik zu Weihnachten               | Bettina Kahl                                   | Musiker, Arrangeur, Produzent |
| 1997 | Ich will heute leben                               | Werner Hoffmann                                | Musiker, Arrangeur, Produzent |
| 1996 | Festliche Oboenmusik zu Weihnachten                | Stefan Gleitsmann                              | Musiker, Arrangeur, Produzent |
| 1996 | Brassmen                                           | Brassmen                                       | Arrangeur, Produzent          |
| 1998 | Weihnachten mit Werner Hoffmann                    | Werner Hoffmann                                | Musiker, Arrangeur, Produzent |
| 1998 | Ich freue mich im Herrn                            | Jubilate-Chor                                  | Produzent                     |
| 1999 | Brassmen 2                                         | Brassmen                                       | Arrangeur, Produzent          |
| 1999 | Faszination Posaune                                | Branimir Slokar, Jiggs Whigham, Markus Lenzing | Musiker, Arrangeur, Produzent |
| 2000 | Jesus, du bist Herr                                | Wir singen für Jesus                           | Musiker, Arrangeur, Produzent |
| 2000 | Anno Domini                                        | Bach-Chor Siegen                               | Produzent                     |
| 2002 | Fest der Weihnachtslieder                          | Wir singen für Jesus                           | Musiker, Arrangeur, Produzent |
| 2002 | Loben, bitten, danken                              | Bach-Chor Siegen                               | Produzent                     |
| 2004 | Fröhlich soll mein Herze springen                  | Jubilate-Chor                                  | Musiker, Arrangeur, Produzent |
| 2006 | Gott wird dich tragen                              | Jubilate-Chor                                  | Musiker, Arrangeur, Produzent |
| 2007 | Die schönsten Choräle von Paul Gerhardt            | Bach-Chor Siegen                               | Produzent                     |
| 2009 | Herr, wir bitten, komm und segne uns               | Jubilate-Chor                                  | Produzent                     |
| 2012 | Von Gott geliebt                                   | Jubilate-Chor                                  | Produzent                     |
| 2013 | HEILIG – Anbetungslieder durch die Jahrhunderte    | WiGa-Studiochor, die VOCALS + Solisten         | Musiker, Arrangeur, Produzent |
| 2014 | WÜRDIG-Anbetungsleder durch die Jahrhunderte       | WiGa-Studiochor, die VOCALS + Solisten         | Musiker, Arrangeur, Produzent |
| 2015 | EWIG-Anbetungslieder durch die Jahrhunderte        | WiGa-Studiochor, die VOCALS + Solisten         | Musiker, Arrangeur, Produzent |
| 2015 | Wie schön ist es dem Herrn zu danken – Pop-Psalmen | WIGA-Studiochor, die VOCALS + Solisten         | Musiker, Arrangeur, Produzent |
| 2016 | CREDO-Das Glaubensbekenntnis in Liedern            | WIGA-Studiochor, die VOCALS + Solisten         | Musiker, Arrangeur, Produzent |

### Instrumentalproduktionen
Für folgende Instrumentalalben selbststehender Künstler war Jochen Rieger als mitwirkender Musiker, Arrangeur und Produzent tätig:
| Jahr | Titel                                                      | Künstler                                       | Tätigkeit                     |
| ---- | ---------------------------------------------------------- | ---------------------------------------------- | ----------------------------- |
| 1996 | Faszination Oboe                                           | Stefan Gleitsmann                              | Musiker, Arrangeur, Produzent |
| 1996 | Festliche Flötenmusik zu Weihnachten                       | Bettina Kahl                                   | Musiker, Arrangeur, Produzent |
| 1996 | Festliche Oboenmusik zu Weihnachten                        | Stefan Gleitsmann                              | Musiker, Arrangeur, Produzent |
| 1996 | Brassmen                                                   | Brassmen                                       | Musiker, Arrangeur, Produzent |
| 1999 | Brassmen 2                                                 | Brassmen                                       | Musiker, Arrangeur, Produzent |
| 1999 | Faszination Posaune                                        | Branimir Slokar; Jiggs Whigham; Markus Lenzing | Musiker, Arrangeur, Produzent |
| 2015 | O du fröhliche – Festliche Weihnachtsvariationen am Flügel | Jochen Rieger & diverse                        | Musiker, Arrangeur, Produzent |

### Kinderproduktionen
Für folgende Kinderalben selbststehender Künstler war Jochen Rieger als mitwirkender Musiker, Arrangeur und Produzent sowie teilweise als Komponist tätig:
| Jahr | Titel                                         | Künstler             | Tätigkeit                                |
| ---- | --------------------------------------------- | -------------------- | ---------------------------------------- |
| 1994 | Morgen, Kinder, wird’s was geben              | Wetzlarer Kinderchor | Musiker, Arrangeur, Produzent            |
| 1995 | Mehr als nur ein Abenteuer                    | Wetzlarer Kinderchor | Musiker, Arrangeur, Produzent            |
| 1999 | Boxenstopp                                    | Groovy Vocals        | Musiker, Arrangeur, Produzent            |
| 2000 | Sing mit, lach mit                            | Sunshine Kids        | Musiker, Arrangeur, Produzent            |
| 2001 | Mittendrin                                    | Groovy Vocals        | Musiker, Arrangeur, Produzent            |
| 2002 | Sing mit, lach mit 2                          | Sunshine Kids        | Musiker, Arrangeur, Produzent            |
| 2003 | Bibelwunderland                               | Sunshine Kids        | Musiker, Arrangeur, Produzent            |
| 2004 | Powemix                                       | Groovy Vocals        | Musiker, Arrangeur, Produzent            |
| 2005 | Singen, spielen, lachen                       | Sunshine Kids        | Musiker, Arrangeur, Produzent            |
| 2005 | Mitmachsongs aus Promiseland                  | Sunshine Kids        | Musiker, Arrangeur, Produzent            |
| 2006 | Leine los!                                    | Sunshine Kids        | Musiker, Arrangeur, Produzent            |
| 2006 | Weihnachtsglocken, Plätzchenduft              | Sunshine Kids        | Musiker, Arrangeur, Produzent            |
| 2007 | Praise For Kids: Hey, Jesus liebt mich        | Sunshine Kids        | Musiker, Arrangeur, Produzent            |
| 2008 | So merk ich’s mir                             | Sunshine Kids        | Komponist, Musiker, Arrangeur, Produzent |
| 2009 | Miteinander                                   | Falkensteiner Kids   | Musiker, Arrangeur, Produzent            |
| 2009 | Bibel. Mitmachsongs aus Promiseland           | Delphi-Kids          | Musiker, Arrangeur, Produzent            |
| 2009 | Wir singen alle. Mitmachsongs aus Promiseland | Delphi-Kids          | Musiker, Arrangeur, Produzent            |
| 2009 | Praise For Kids 2: Mein Jesus, mein Retter    | Sunshine Kids        | Musiker, Arrangeur, Produzent            |

### Gesamtwerke
| Jahr | Titel                        | Untertitel                                     | Künstler                                  | Tätigkeit                                |
| ---- | ---------------------------- | ---------------------------------------------- | ----------------------------------------- | ---------------------------------------- |
| 1997 | Zachäus                      | Kinderminimusical                              | Wetzlarer Kinderchor, Wetzlarer Kükenchor | Musiker, Arrangeur, Produzent            |
| 1998 | Archeologie                  | Kindermusical                                  | Sunshine Kids                             | Musiker, Arrangeur, Produzent            |
| 1999 | Aufregung um Mitternacht     | Kinderminimusical                              | Sunshine Kids                             | Musiker, Arrangeur, Produzent            |
| 2001 | Der barmherzige Samariter    | Kinderminimusical                              | Sunshine Kids                             | Komponist, Musiker, Arrangeur, Produzent |
| 2001 | Weihnachtszeit online        | Musical                                        | Wir singen für Jesus                      | Musiker, Arrangeur, Produzent            |
| 2002 | Die Heilung des Gelähmten’   | Kinderminimusical                              | Sunshine Kids                             | Musiker, Arrangeur, Produzent            |
| 2004 | Ruth                         | Kinderminimusical                              | Sunshine Kids                             | Komponist, Musiker, Arrangeur, Produzent |
| 2004 | Josef – Gott macht alles gut | Kindermusical                                  | Sunshine Kids                             | Musiker, Arrangeur, Produzent            |
| 2003 | Die drei Sterndeuter         | Kinderminimusical                              | Sunshine Kids                             | Komponist, Musiker, Arrangeur, Produzent |
| 2008 | Der große Weihnachtsplan     | Kinderminimusical                              | Sunshine Kids                             | Musiker, Arrangeur, Produzent            |
| 2010 | Das Geschenk des Himmels     | Kinderminimusical                              | Sunshine Kids                             | Musiker, Arrangeur, Produzent            |
| 2010 | Meine Kindermusikbibel       | Lieder und Geschichten aus dem Alten Testament | Sunshine Kids                             | Komponist, Musiker, Arrangeur, Produzent |
| 2010 | Meine Kindermusikbibel       | Lieder und Geschichten aus dem Neuen Testament | Sunshine Kids                             | Komponist, Musiker, Arrangeur, Produzent |

## Koproduzent
| Jahr | Titel                                | Künstler                              | Koproduzent        |
| ---- | ------------------------------------ | ------------------------------------- | ------------------ |
| 1986 | Seht mal meinen Regenschirm          | Wetzlarer Kükenchor                   | Margret Birkenfeld |
| 1988 | Zachäus. Eine musikalische Reportage | Johnny Jaworski, Wetzlarer Kinderchor | Margret Birkenfeld |
| 1988 | Betthupferl                          | Wetzlarer Kükenchor                   | Margret Birkenfeld |
| 1990 | Puderzucker                          | Wetzlarer Kükenchor                   | Margret Birkenfeld |
| 1997 | Das lebendige Buch                   | Wir singen für Jesus                  | Ruthild Eicker     |

## Hörspielproduzent
- Serien: Wildwest-Abenteuer und Weltraum-Abenteuer von Hanno Herzler[3][4]
- Serien: Fünf Geschwister, Die Abenteuerklasse, Abenteuer zwischen Himmel und Erde und Die Siedler von Günter Schmitz[5]